# Glocke (Heraldik)

Glocke mit anders gefärbtem Klöppel

Glocke im Wappen von Gilching

Die Glocke ist in der Heraldik eine gemeine Figur und kann mit und ohne Klöppel dargestellt sein. Ist der Klöppel andersfarbig als die Glocke, so wird das als beklöpfelt beschrieben.
Die häufigste Form im Wappen ist die Kirchenglocke. Diese kann alle heraldischen Tinkturen annehmen, aber Gold und Silber werden bevorzugt. Gelegentlich wird eine Glocke im mit zu beschreibenden Glockenturm hängend gezeigt. Auf Sinnsprüche, Devisen oder Jahreszahlen auf der Glocke wird verzichtet. Bei Vorhandensein sind diese Merkmale dann wichtig und erwähnenswert. Schiffsglocken im Wappen sind selten. Auch kommen die Kuhglocken vor, werden aber vorrangig einem Wappentier an einem Halsband um den Hals gehängt. Die Bandfarbe wird bei der Beschreibung erwähnt. Kleine Schellen sind oft in größerer Anzahl im Wappen. Auch Personen können solche Schellen an der Bekleidung haben, insbesondere an Hüten.
Glocken und Schellen werden auch im Oberwappen als Helmzier verwendet. Zur Unterscheidung bei Familienwappen sind diese Klangkörper im Schildhaupt, Obereck oder in einer Vierung zu finden.
Eine zersprungene Glocke war im Wappen der Pariser Scharfrichterfamilie Sanson in der Amtszeit von 1688 bis 1847. Diese Darstellung wird zu den onomatopoetischen oder redenden Wappen gerechnet, da es französisch „sans son“ - ohne Klang bedeutet.